# Савченко, Алексей Евгеньевич (футболист)
Алексе́й Евге́ньевич Са́вченко (14 мая 1975, Москва, СССР) — российский футболист, полузащитник. Мастер спорта России.

## Карьера

### В клубах
Воспитанник футбольной школы московского «Динамо». В 1991 и 1992 годах выступал за «Динамо-2» и «Динамо-д». В чемпионате России дебютировал 30 июля 1992 года в матче с «Локомотивом», выйдя на замену Игорю Варламову на 62-й минуте. Параллельно с выступлением за основную команду, Савченко продолжал играть за «Динамо-д». Всего за московский клуб Алексей провёл 21 матч: 16 в чемпионате, два в Кубке УЕФА и два в Кубке России. В 1995—1997 годах Савченко выступал за «Динамо-Газовик», завершил профессиональную карьеру в 2000 году в «Химках».

### В сборной
В составе молодёжной сборной России до 20 лет принял участие в чемпионате мира в 1993 году. На турнире сыграл два матча и забил 1 гол.
В 1997 году окончил Российскую государственную академию физической культуры.
С 2007 года работает в футбольной школе «Строгино». Тренер отделения пляжного и мини-футбола. С мая 2019 — главный тренер пляжной команды.